# Boyce’s Brook
Der Boyce’s Brook ist ein Wasserlauf in Lancashire, England. Er entsteht als Cowley Brook nördlich von Ribchester und fließt in südöstlicher Richtung. Er fließt am Nordrand von Ribchester entlang, wo er in den Stydd Brook mündet.